# Biscayne Park
Biscayne Park est un village situé dans l’État américain de la Floride, dans le comté de Miami-Dade, au nord de la ville de Miami. Selon l'estimation officielle de 2005, la population du village est de 3 128 habitants.

## Démographie
| 1940 | 1950  | 1960  | 1970  | 1980  | 1990  |
| ---- | ----- | ----- | ----- | ----- | ----- |
| 500  | 2 009 | 2 911 | 2 717 | 3 088 | 3 068 |

| 2000  | 2010  | - | - | - | - |
| ----- | ----- | - | - | - | - |
| 3 269 | 3 055 | - | - | - | - |